# Альфоль
Альфо́ль (алюмінієва фольга) — дуже тонкий листовий алюміній (0.005—0.01 мм).
Цей вид теплоізоляції на відміну від будь-якого пористого матеріалу поєднує низьку теплопровідність повітря між листами алюмінієвої фольги, з високою здатністю самою поверхні відбиття. Алюмінієву фольгу для теплоізоляції випускають в рулонах шириною до 100, завтовшки 0,005—0,03 мм. Практика показала, що оптимальна товщина повітряного прошарку між шарами фольги повинна бути 8—10 мм, а кількість шарів — не менше трьох.
Широко використовується для теплової ізоляції ізотермія, вагонів, цистерн, печей, двигунів, турбін, котлів тощо, а також у харчовій і тютюновій промисловості як пакувальний матеріал.